# ルイテンb
ルイテンb (Luyten b,GJ 273b)は赤色矮星ルイテン星を公転する惑星の1つである。

## 物理的性質
公転周期が約19日、質量は地球の約3倍。ルイテン星系の中では第2惑星にあたり、軌道がハビタブルゾーン内にある可能性がある。
2017年10月にノルウェーにあるEISCAT科学協会のアンテナから発信された音楽の信号は、2030年3月11日にルイテンbに到達する見込み。

## 参考資料
1. 1 2  “GJ 273 b 系外惑星の紹介”.   系外惑星データベース. 2019年7月6日閲覧。